# 西山口村
西山口村（にしやまぐちむら）は静岡県の西部、佐野郡・小笠郡に属していた村である。現在の東海道本線掛川駅の東側一帯にあたる。

## 地理
- 河川：逆川

## 歴史
- 1889年（明治22年）4月1日 - 町村制の施行により、葛川村［大部分］、成滝村、薗ヶ谷村、印内村、宮脇村、安養寺村、満水村、仁藤村［一部］が合併して佐野郡西山口村が発足。
- 1896年（明治29年）4月1日 - 郡制の施行により所属郡が小笠郡に変更。
- 1951年（昭和26年）4月1日 - 掛川町・西南郷村・粟本村と合併し、改めて掛川町が発足。同日西山口村廃止。

## 交通

### 鉄道路線
日本国有鉄道東海道本線が村域を通過していたが、駅は所在しなかった。

### 道路
- 国道1号（東海道）